# Malabe
Malabe (ehemals Atadame, Atu Dame, Acu Dame) ist ein osttimoresischer Suco im Verwaltungsamt Atsabe (Gemeinde Ermera).

## Geographie
Vor der Gebietsreform 2015 hatte Malabe eine Fläche von 16,20 km². Nun sind es 5,36 km². Der Suco liegt im Osten des Verwaltungsamts Atsabe. Nördlich liegen die Sucos Baboi Craic, Parami und Laclo, nordwestlich der Suco Leimea Leten, westlich der Suco Tiarlelo und südlich der Suco Atara. Im Osten grenzt Malabe an das Verwaltungsamt Ainaro (Gemeinde Ainaro) mit seinen Sucos Ainaro und Mau-Ulo. Die Nordwestspitze des Sucos reicht bis an den Fluss Magapu. Über den Marobo ist er mit dem Lóis verbunden, dem größten Flusssystems des Landes. Nördlich der Überlandstraße liegt das Dorf Genutete und ganz im Nordteil des Sucos die Orte Ilat Cora (Ilatkora, Ilat Kora), Ratkora (Batkora), Bobaleta (Boboleta), Lukowai, Baru und Batumigi. Im Zentrum des Sucos befindet sich das Dorf Acubuli, der Südwesten ist kaum besiedelt. In Acubuli befindet sich die zweite Grundschule des Sucos. Seit 2009 verfügt der Suco über eine Klinik.
Im Suco befinden sich die vier Aldeias Batumigi, Bobaleta, Ilat Cora und Malabe.
Der Ort Malabe liegt im Westen des Sucos, auf einer Meereshöhe von 1394 m. An ihr führt die Überlandstraße von Ermera nach Maliana und Bobonaro vorbei. Hier befindet sich eine Grundschule und eine Prä-Sekundärschule.

## Einwohner
In Malabe leben 1.726 Einwohner (2022), davon sind 853 Männer und 873 Frauen. Im Suco gibt es 367 Haushalte. Über 99 % der Einwohner geben Kemak als ihre Muttersprache an.

## Geschichte
1975 wurden in Malabe vier Zivilisten von den indonesischen Invasoren hingerichtet.

## Politik
Bei den Wahlen von 2004/2005 wurde Placido Soares zum Chefe de Suco gewählt. Bei den Wahlen 2009 gewann Luís Napolean und 2016 Adelino Gomes Pereira.